# Duinveldridderzwam
De duinveldridderzwam (Melanoleuca cinereifolia) is een schimmel die behoort tot de familie Tricholomataceae. De paddenstoel is gebonden aan helm en komt voor op humusarm zand in de buitenste zeeduinen en zeereep of kalkhoudend zand in duindoornstruweel.

## Kenmerken

### Uiterlijke kenmerken
Hoed
De hoed heeft een diameter van 8 tot 12 cm. De vorm is uitgespreid met een breed bultje. De kleur is mat, grijsbruin. Het oppervlak is mat en plakkerig bij vochtig weer en wordt bleker bij langdurig droog weer. De rand wordt meestal golvend. 
Lamellen
De lamellen staan dicht op elkaar. De kleur is witachtig tot grijs, later bruingrijs. Ze zijn buikig aangehecht met aflopende tand.
Steel
De steel heeft een lengte van 30 tot 80 mm en een dikte van 5 tot 15 mm. De vorm is cilindrisch. De steelvoet is verbreed en wortelt soms in het zand. De steel is in de lengte vezelig.
Geur en smaak
De geur is licht zwammig en de smaak is ranzig/zout.
Sporenprint
De sporenprint is wit tot bleekgeel.

### Microscopische kenmerken
De sporen zijn ellipsvormig tot langwerpig dunwandig, bedekt met kleine tot grote, amyloïde wratten, meten 7,0-11,0 × 4,5-6,0 µm, het Q-getal is 1,3 tot 2,1 en Q-gem is 1,4 tot 1,9. Zo nu en dan zijn de wratten verbonden door een fijn netwerk van lijnen. Cheilo- en pleurocystidia variëren van spoelvormig tot flesvormig, hebben kristallen aan de top en zijn soms gesepteerd.

## Verspreiding
De duinveldridderzwam komt voor in de kustgebieden van Noord-Amerika en West-Europa. In Nederland komt hij vrij algemeen voor. Hij is niet bedreigd en staat niet op de rode lijst.